# Secrets of the Silent Witch
«Secrets of the Silent Witch» (яп. サイレント・ウィッチ 沈黙の魔女の隠しごと, Sairento Uitchi: Chinmoku no Majo no Kakushigoto, Мовчазна відьма: Таємниця мовчазної відьми) — серія ранобе, написана Мацурі Ісорою та ілюстрована Нанною Фудзімі. Первинно публікувалася на вебсайті Shōsetsuka ni Narō з лютого по жовтень 2020 року. Пізніше була придбана видавництвом Fujimi Shobo, яке почало публікувати її під імпринтом Kadokawa Books у червні 2021 року. Манґа-адаптація, ілюстрована Тобі Таною, почала серіалізацію на вебсайті манґ B's Log Comic видавництва Enterbrain у липні 2021 року. Аніме-телесеріал, створений Studio Gokumi, був показаний в липні 2025 року.

## Персонажі
Моніка Еверетт (яп. モニカ・エヴァレット, Monika Evaretto)
Сейю: Сая Айдзава
Неро (яп. ネロ)
Сейю: Хітомі Набатаме
Луїс Міллер (яп. ルイス・ミラー, Ruisu Mirā)
Сейю: Дзюнічі Сувабе
Ізабель Нортон (яп. イザベル・ノートン, Izaberu Nōton)
Сейю: Ацумі Танезакі
Фелікс Арк Ріділл (яп. フェリクス・アーク・リディル, Ferikusu Āku Ridiru)
Сейю: Шого Саката
Лана Колетт (яп. ラナ・コレット, Rana Koretto)
Сейю: Канна Накамура
Сиріл Ешлі (яп. シリル・アシュリー, Shiriru Ashurī)
Сейю: Йошікі Накаджіма
Елліот Говард (яп. エリオット・ハワード, Eriotto Hawādo)
Сейю: Рьохей Кімура
Ніл Клей Мейвуд (яп. ニール・クレイ・メイウッド, Nīru Kurei Meiuddo)
Сейю: Юкі Сакакібара
Бріджет Грейем (яп. ブリジット・グレイアム, Burijitto Gureiamu)
Сейю: Йоко Хікаса
Рінзбельфейд (яп. リィンズベルフィード, Rīnzberufīdo)
Сейю: M.A.O

## Медіа

### Ранобе
Ранобе «Мовчазна відьма: Таємниця мовчазної відьми» написане Мацурі Ісорою, серія спочатку публікувалася на вебсайті Shōsetsuka ni Narō з 20 лютого по 3 жовтня 2020 року. Пізніше її придбало видавництво Fujimi Shobo, яке 10 червня 2021 року почало випускати серію з ілюстраціями Нанни Фудзімі під імпринтом Kadokawa Books. Станом на лютий 2025 року було випущено дев'ять томів та один том коротких історій. 28 січня 2022 року видавництво Yen Press оголосило про ліцензування серії для публікації англійською мовою.
Двотомна серія приквелів у форматі ранобе під назвою «Silent Witch -another- Rising of the Barrier Mage» публікувалася під тим же імпринтом з 8 грудня 2023 року по 10 квітня 2024 року. 16 грудня 2024 року Yen Press також оголосило про ліцензування приквелу для публікації англійською мовою.

#### Томи
| №   | Дата виходу    | ISBN                                          |
| --- | -------------- | --------------------------------------------- |
| 1   | 10 червня 2021 | ISBN 978-4-04-074035-5                        |
| 2   | 8 жовтня 2021  | ISBN 978-4-04-074224-3                        |
| 3   | 10 лютого 2022 | ISBN 978-4-04-074375-2                        |
| 4   | 10 серпня 2022 | ISBN 978-4-04-074626-5                        |
| 4.5 | 7 жовтня 2022  | ISBN 978-4-04-074629-6                        |
| 5   | 10 лютого 2023 | ISBN 978-4-04-074628-9                        |
| 6   | 10 серпня 2023 | ISBN 978-4-04-075090-3                        |
| 7   | 9 лютого 2024  | ISBN 978-4-04-075093-4 978-4-04-075345-4 (СВ) |
| 8   | 9 серпня 2024  | ISBN 978-4-04-075563-2                        |
| 9   | 10 лютого 2025 | ISBN 978-4-04-075813-8 978-4-04-075814-5 (СВ) |

Silent Witch -another- Rising of the Barrier Mage
| № | Дата виходу    | ISBN                   |
| - | -------------- | ---------------------- |
| 1 | 8 грудня 2023  | ISBN 978-4-04-075207-5 |
| 2 | 10 квітня 2024 | ISBN 978-4-04-075208-2 |

### Манґа
Манґа-адаптація, ілюстрована Тобі Таною, почала серіалізацію на вебсайті манґ B's Log Comic видавництва Enterbrain 5 липня 2021 року. Станом на січень 2025 року розділи манґи були зібрані в п'ять томів-танкобонів. 13 січня 2023 року видавництво Yen Press оголосило про ліцензування манґи для публікації англійською мовою.
Манґа приквелів, ілюстрована Адзу Адзуко, почала серіалізацію на вебсайті KadoComi видавництва Kadokawa Corporation 9 січня 2025 року.

#### Томи
| № | Дата виходу    | ISBN                   |
| - | -------------- | ---------------------- |
| 1 | 1 квітня 2022  | ISBN 978-4-04-736981-8 |
| 2 | 1 грудня 2022  | ISBN 978-4-04-737274-0 |
| 3 | 1 серпня 2023  | ISBN 978-4-04-737540-6 |
| 4 | 31 травня 2024 | ISBN 978-4-04-738003-5 |
| 5 | 31 січня 2025  | ISBN 978-4-04-738326-5 |

### Аніме
Аніме-адаптацію було анонсовано на онлайн-івенті Aniplex x Kadokawa Anime Matsuri 2 серпня 2024 року. Пізніше було підтверджено, що це буде телевізійний серіал, створений Studio Gokumi під керівництвом режисера Ясуо Івамото, з Такаомі Канасакі як головного режисера та відповідального за композицію серіалу, Коною Нітандою, яка розробила дизайн персонажів, а Cygames та Ріною Таямою, які написали музику. Прем'єра відбулася 5 липня 2025 року на Tokyo MX та інших мережах. Відкриваюча пісня — «Feel», а закриваюча — «mild days», обидві виконані Hitsujibungaku. Crunchyroll транслюватиме серіал. Plus Media Networks Asia ліцензувала серіал у Південно-Східній Азії та транслюватиме його на Aniplus Asia.

## Сприйняття
Серія посіла четверте місце в категорії «танкобон» у виданні 2023 року путівника ранобе Kono Light Novel ga Sugoi! від Takarajimasha.

## Нотатки
1. ↑  Відомий як головний режисер (яп. 総監督, Sō Kantoku).